# قصر الداخلة
قصر الداخلة أو مدينة القصر الإسلامية أو ببساطة القصر، هي قرية تقع على بعد 32 كم شمال مدينة موط عاصمة مركز الداخلة، وسميت بهذا الإسم لوجود أطلال قصر رومانى قديم بها، يحد القصر من الشمال تل مرتفع ومن الشرق بئر العين الحامية، ومن الجنوب مسجد نصر الدين، ومن الغرب مقام الشيخ حمام، وفى طرفها الشمالى يقع ضريح الشيخ أبو بكر. كانت القصر أول من استقبلت القبائل الإسلامية بالواحات في 50 هـ وعدت إحدى المحطات الهامة على الطرق الرئيسية للحجاج والقوافل القادمة من بلاد المغرب في طريقهم إلى الأراضى الحجازية.
خضعت القصر لدراسات أثرية وعمليات ترميم مكثفة في غضون السنوات الماضية في إطار مشروع واحة الداخلة. قدمت بعض هذه الدراسات أدلة على وجود قلعة رومانية سابقة تحت المدينة، بينما اقترح البعض الآخر أن القصر بُنيت على أنقاض المعسكر الروماني الذي كان يسمى تاكاسترا.

## تاريخها
كانت القصر فيما مضى مدينة إسلامية محصنة خلال القرن الثاني عشر، شُيدت على أنقاض حصن روماني شمال غرب واحة الداخلة في موقع دفاعي ضد الغزاة من الجنوب والغرب، إبان عهد الأيوبيين ويُعتقد أن القصر كانت عاصمة الواحة حينها. وهي تحتوي على العديد من المباني العثمانية والمملوكية المبنية من الطوب اللبن والتي يصل ارتفاعها إلى أربعة طوابق على كتل من الحجر عليها كتابات هيروغليفية جُلبت من معبد تحوت القديم في موقع الأمهدة (مدينة تريميثيس) القريب.

## التخطيط

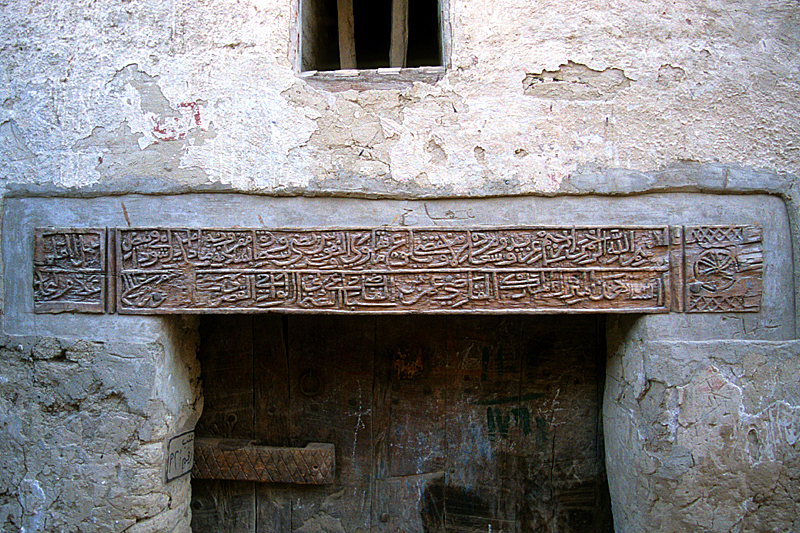
إحدى العتبات المزخرفة

قُسمت شوارع القصر إلى أحياء يمكن إغلاقها ليلاً بالبوابات المسماة «الضرابات» على غرار مدينة موط في العصور الوسطى. لم تتغير شوارع القصر الضيقة منذ ذلك الحين.
ما زالت أغلب ملامح العمارة القديمة باقية في القرية وخاصة المساجد والأضرحة القديمة. قُسمت القصر إلى عشر حارات ولكل حارة بوابتين، إحداهما للدخول والأخرى للخروج وكانت تغلق ليلاً بعد صلاة المغرب، لا يفتحهما بعد ذلك إلا شيخ الحارة في الصباح الباكر. وقد سُميت هذه الحارات بأسماء العائلات التى تسكنها أو الحرف التي يمتهنها أهلها، فهناك حارة الحبانية والنجارين والحدادين والفخارية، صانعو الفخار، وهى المهنة التى لا تزال موجودة إلى اليوم بمنطقة الفاخورة. وفى كل حارة يوجد عدد من المنازل المتلاصقة المبنية من الطوب اللبن أثناء العصرين الأيوبى والعثمانى والتي تتميز بتصميمها المعمارى الفريد الذى يؤدى إلى انخفاض درجات الحرارة إلى 13 درجة مئوية عن الخارج. وتعلو واجهة مباني القصر ومداخلها عتبات خشبية مزخرفة يبلغ عددها 49 عتبة مصنوعة من خشب السنط، نُقش عليها آيات قرآنية أو أبيات شعرية أو أدعية لأهل البيت، وأخيراً اسم الصانع أو الحرفي ويختلف النص الكتابي حسب المنشأة إذا كانت منزلاً أو ضريحاً أو مسجداً. كما تحمل العتبات تاريخ المبنى وهو ما جعل لها أهمية تاريخية وأثرية، ويرجع أقدم تاريخ موجود على النص التأسيسى إلى 906 هـ يليه عتب آخر يحمل تاريخ 924 هـ.

## آثار القصر

### مسجد ومئذنة نصر الدين

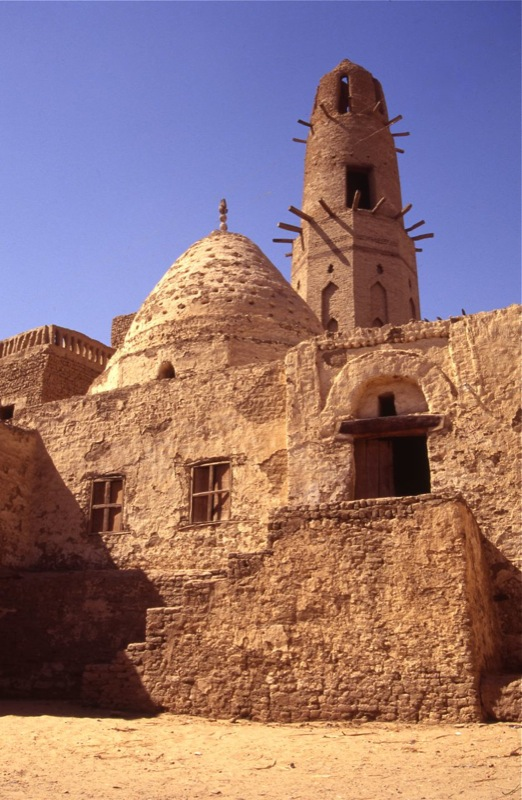
مسجد ومئذنة نصر الدين

يعد من أقدم ثلاثة مساجد في القصر حيث يرجع تاريخه للقرن الأول الهجري ويحوي ضريح الشيخ نصر الدين الذي أسس المسجد وعمل فيه خادماً. وهو مسجد بسيط مبني من الطوب اللبن وبه منبر رُمم أكثر من مرة ويحوي قبلة مطلية بالجير الحي.
تعد المئذنة المكونة من ثلاثة طوابق من الطوب اللبن والتي ترتفع 21 م فوق مسجد نصر الدين أحد معالم المدينة وقد أقيمت خلال العصر الأيوبي. وهي الجزء الوحيد المتبقي من المسجد الأصلي الذي هُدم وأعيد بنائه خلال القرن التاسع عشر.

### المدرسة القديمة والمحكمة الشرعية

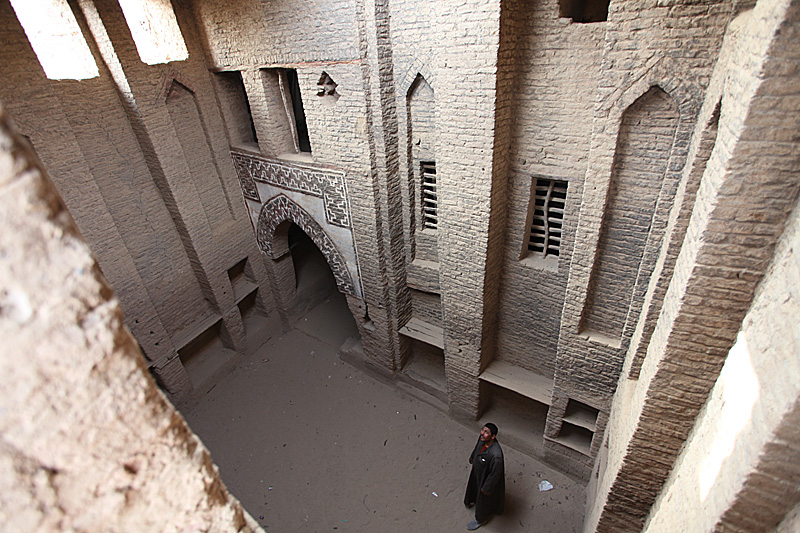
مبنى المدرسة

تأسست في البداية في العهد المملوكي لتدريس الصبية الصغار ثم تحولت إلى محكمة الشرعية وسجن إبان العهد العثماني، وقد أُعيد تجديدها ولا تزال تستخدم كمدرسة ومكان اجتماع عام. وهى عبارة عن مبنى شاهق الإرتفاع يتضمن طابقين وإيواناً كبيراً وعدداً من الغرف المنظمة والمبنية بالطوب اللبن، وبها عدة زخارف قديمة ذات تشكيل معمارى على الطراز المملوكى والعثمانى، وتحوي منافذ لدخول الضوء بطريقة هندسية رائعة ينتج عنها تهوية المبنى وحجب أشعة الشمس الحارقة عن رواد المدرسة، ويرجع تاريخ إنشائها إلى حوالى 906 هـ وفقاً لأختام التأسيس على أعتاب بوابات المبنى.

### بيت أبو نفير
وهو منزل شاهق ذو طابع إسلامي وله بابه خشبي مزخرف ويُقال إنه بُني فوق أنقاض معبد بطلمي، كما أن عضادات بابه عليها نقوش هيروغليفية، وهي على الأرجح من كتل أعيد استخدامها.

### معصرة الزيتون
تتضمن آثار القرية أقدم معصرة لزيت الزيتون بمحافظة الوادي الجديد، يبلغ عمرها حوالى 6 قرون.

### المتاحف والمعارض
تضم القصر عدداً من المتاحف والمعارض منها المتحف الأثنوجرافي لتراث الواحات المصرية ومتحف للدكتورة علياء حسن تجسد فيه طبيعة المكان، ومتحف أم جنة، ومتحف الفنانة إيمان سالم، ومتحف أم نوسة.

## في الإعلام
صُورت أغلب مشاهد فيلم عرق البلح (1999) وبعض مشاهد فيلم أبو علي (2005) في القرية.

## معرض الصور

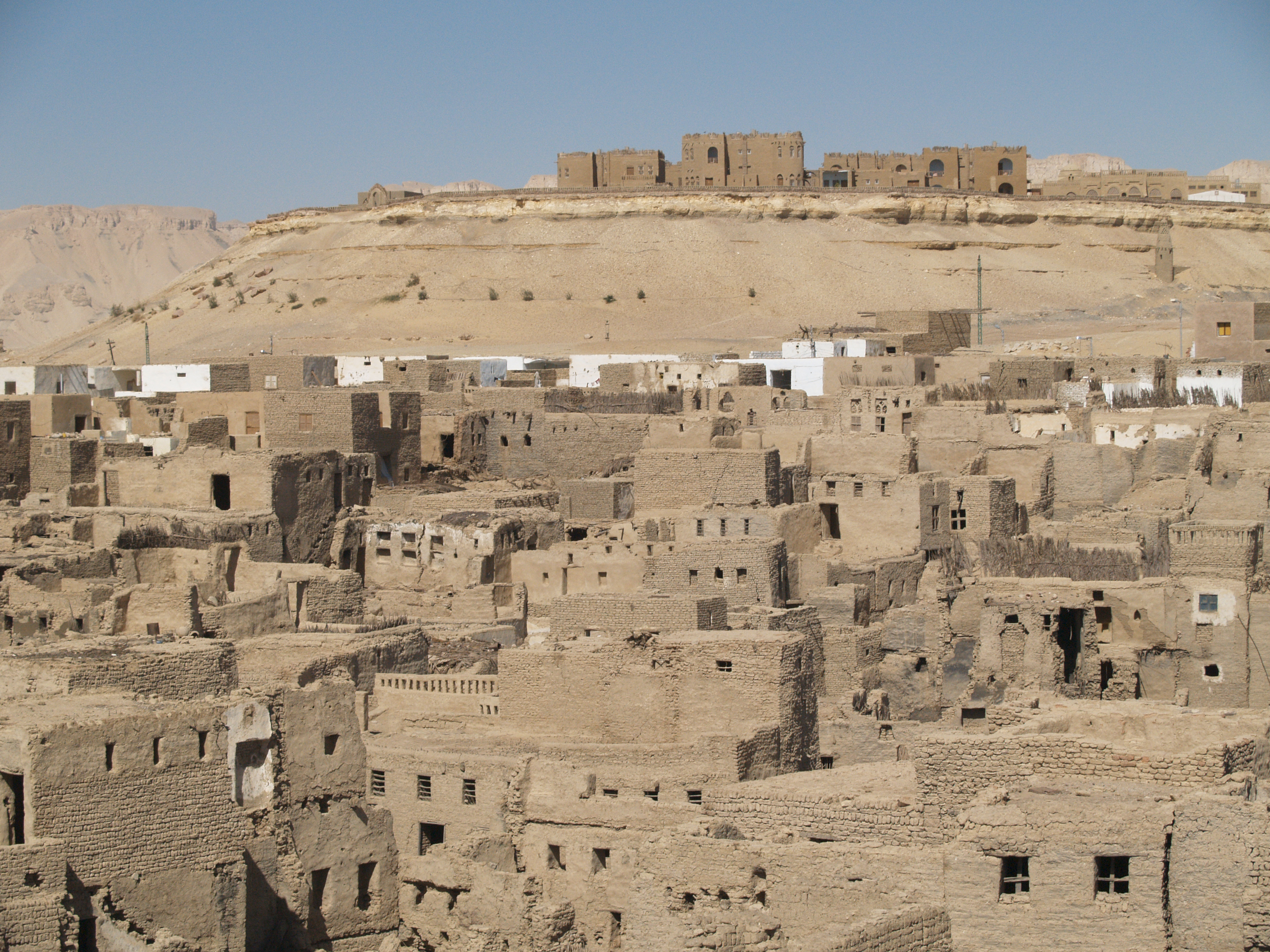
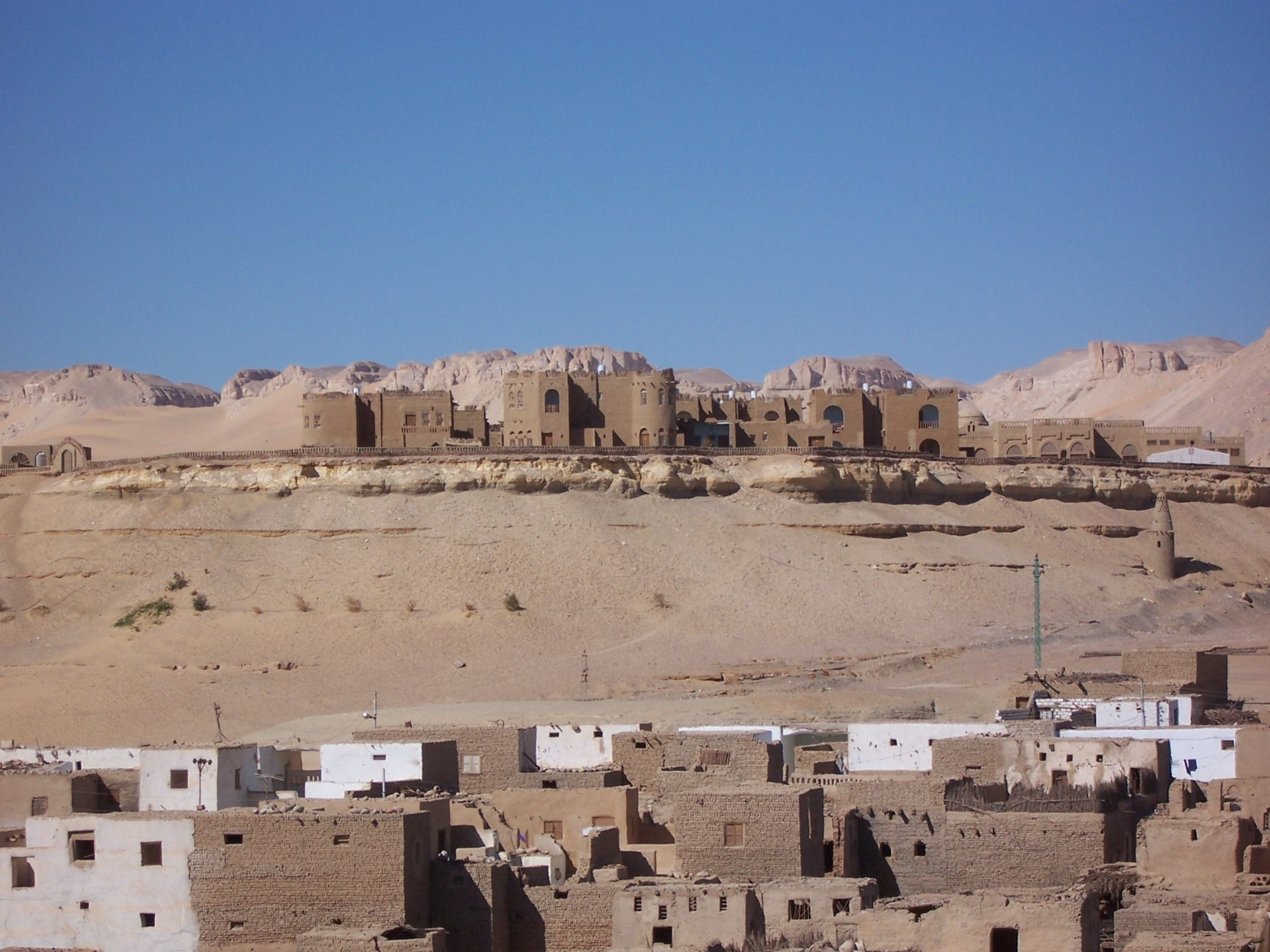
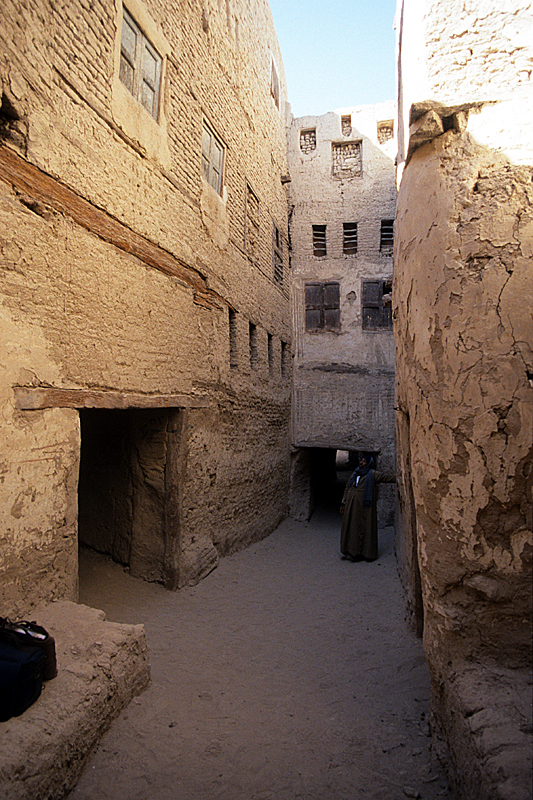
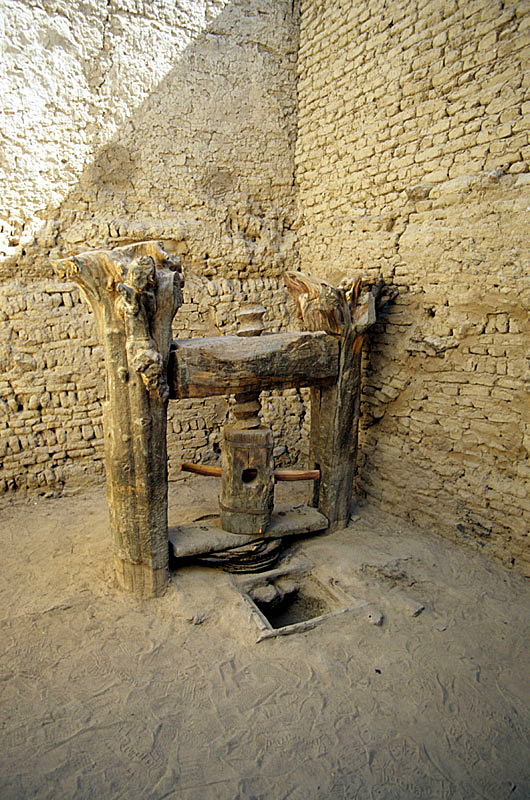